# Lip☆
『Lip☆』（リップ）は、大野安之の漫画作品。サンケイ出版『週刊サンケイ別冊 コミックWOO』で1985年より連載され、1987年夢元社より刊行された。

## 概要
作中、地球や他の星は星単位で「国家=会社組織」とされており、地球は登場人物より「ほんしゃ（本社）」と称されている。このため大統領には「しゃちょう（社長）」、大統領補佐官には「じゅうやく（重役）」、重役派閥には「せいとう（政党）」などのルビが振られている。
地球本社の社長秘書Lipは些細な手違いから島宇宙の一つをブラックホールにしてしまい、辺境宇宙の営業担当に左遷されてしまった。Lipは本社復帰を目指して営業活動に精を出すが、仕事の度に惑星全面戦争、武装蜂起クーデター、強力生物兵器など破壊がつきまとう。Lipは思考する宇宙船そぶれいおんを手に入れ営業活動を行うが、途中、成り行きで遐神のメダルを入手、それを返却した代償として遐神より「ある一つの願い」を叶える力を授けられ地球本社にもぐりこむ…。

## 登場人物
Lip
有機ドロイドと人間のハーフ。地球社の雑役部門営業担当。もと大統領づき秘書。
ブリッジマン
Lipの相棒でドロイド。自分でも知らない変形機能と重装備を持っているが、物語途中でモデルチェンジしこれらの能力はなくなった。そぶれいおんの維持運営を担当する。
課長
地球社超重機部門課長。立場上は「一応」Lipの直属上司。
かふ・はーしー
Lipを左遷させた実行者。
こんすてれーしょん・ろっくへっど
う゛ぉーぐよりLip抹殺のため派遣された工作員。
遐神
古き神。遐の力の象徴であるメダルを持ち帰ったLipに印を与える。
遐族
遐神に仕えている。
ばーくれい
地球本社警備部門責任者。
う゛ぉーぐ
地球社大統領補佐官。

## 単行本
- 大野安之『Lip☆』発行：夢元社・発売：東京創元社〈Live Comics〉1987年4月10日初版発行、ISBN 4-89584-006-9